# El Brendel
Pour les articles homonymes, voir Brendel.
Elmer Goodfellow Brendel, dit El Brendel, est un acteur américain, né le 25 mars 1890 à Philadelphie (Pennsylvanie), mort le 9 avril 1964 à Los Angeles, quartier d'Hollywood (Californie).

## Biographie
El Brendel débute au théâtre en 1913, dans le répertoire du vaudeville, où il joue notamment avec son épouse Sophie « Flo » Bert (1898-1981) — et notons la participation du couple à deux revues représentées en 1920 et 1921 à Broadway —.
Il entame une carrière au cinéma à l'occasion de trois films muets sortis en 1926, dont Petite Championne (The Campus Flirt) de Clarence G. Badger (avec Bebe Daniels et James Hall), dans un rôle de type suédois — il en tiendra souvent ultérieurement, bien que sans ascendance de ce côté —.
Suivent soixante-douze autres films américains, les deux derniers étant The She-Creature d'Edward L. Cahn (1956, avec Chester Morris et Marla English) et Laffing Time d'Alfred J. Goulding (1959), tous deux aux côtés de sa femme. Entretemps, citons Les Ailes de William A. Wellman (1927, avec Clara Bow et Buddy Rogers), La Piste des géants de Raoul Walsh (1930, avec John Wayne et Marguerite Churchill), La Vallée des géants de William Keighley (1938, avec Wayne Morris et Claire Trevor), ainsi que Mam'zelle mitraillette de Preston Sturges (1949, avec Betty Grable et Cesar Romero).
Pour la télévision, il collabore à douze séries américaines à partir de 1952, dont Rintintin (un épisode, 1957) et Perry Mason (un épisode, 1962).
Sa dernière série est Vacation Playhouse (en), avec un épisode diffusé en 1965, plus d'un an après sa mort (en 1964, à 74 ans), d'une crise cardiaque.

## Théâtre à Broadway
(revues)
- 1920 : Cinderella on Broadway, musique de Bert Grant, lyrics et livret d'Harold Atteridge
- 1921 : The Mimic World of 1921, musique de Jean Schwartz, Lew Pollack et Owen Murphy, lyrics et livret d'Harold Atteridge, James Hussey et Owen Murphy

## Filmographie partielle

### Cinéma
- 1926 : Masques d'artistes (You Never Know Women) de William A. Wellman
- 1926 : Petite Championne (The Campus Flirt) de Clarence G. Badger : Knute Knudson
- 1927 : Le Démon de l'Arizona (Arizona Bound) de John Waters : Oley Smoke Oleson
- 1927 : Les Ailes (Wings) de William A. Wellman : Herman Schwimpf
- 1927 : Frères ennemis (Rolled Stockings) de Richard Rosson : Rudolph
- 1929 : La Vie en rose (Sunnyside Up) de David Butler
- 1929 : The Cock-Eyed World de Raoul Walsh : « Yump » Olson
- 1929 : Hot for Paris de Raoul Walsh : Axel Olson
- 1929 : L'Iceberg vengeur (Frozen Justice) d'Allan Dwan
- 1929 : Happy Days de Benjamin Stoloff
- 1930 : L'Amour en l'an 2000 (Just Imagine) de David Butler : Single O
- 1930 : La Piste des géants (The Big Trail) de Raoul Walsh : Gus
- 1931 : Mr. Lemon of Orange
- 1931 : Les Bijoux volés (The Stolen Jools) de William C. McGann (court métrage) : le serveur suédois
- 1931 : West of Broadway de Harry Beaumont
- 1931 : Prudence avec les femmes (Women of All Nations) de Raoul Walsh : Olsen
- 1931 : Délicieuse (Delicious) de David Butler : Chris Jansen
- 1932 : Disorderly Conduct de John W. Considine Jr.
- 1933 : Fille de feu (Hot Pepper) de John G. Blystone : Olsen
- 1933 : The Last Trail de James Tinling
- 1937 : La Loi de la forêt (God's Country and the Woman) de William Keighley : Ole Olson
- 1937 : Petit Démon (The Holy Terror) de James Tinling
- 1938 : L'Escale du bonheur (Happy Landing) de Roy Del Ruth : Yonnie
- 1938 : Hôtel à vendre (Little Miss Broadway) d'Irving Cummings : Ole
- 1938 : La Vallée des géants (Valley of the Giants) de William Keighley : « Fats »
- 1939 : La Maison de l'épouvante (The House of Fear) de Joe May
- 1940 : Gallant Sons de George B. Seitz
- 1940 : Petite et Charmante (If I Had My Way) de David Butler : Axel Swenson
- 1940 : Capitaine Casse-Cou (Captain Caution) de Richard Wallace : Slushy
- 1944 : Machine Gun Mama d'Harold Young : Ollie Swenson
- 1949 : Mam'zelle mitraillette (The Beautiful Blonde from Bashful Bend) de Preston Sturges : M. Jorgensen
- 1953 : Paris Model d'Alfred E. Green : Papa Jensen
- 1956 : The She-Creature d'Edward L. Cahn : Olaf
- 1959 : Laffing Time d'Alfred J. Goulding : Efrem « Blobbsy » Blobbs

### Télévision
(séries)
- 1957 : Rintintin (The Adventures of Rin Tin Tin), saison 3, épisode 22 Sweedish Cook : Sven
- 1962 : Perry Mason (première série), saison 5, épisode 26 The Case of the Borrowed Baby : le gestionnaire du tribunal

## Galerie photos

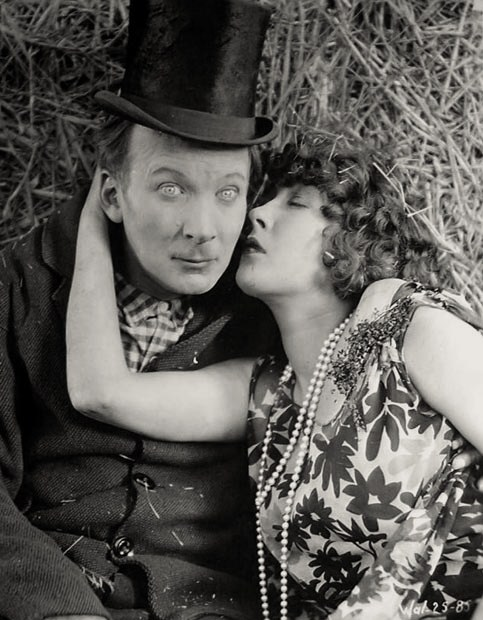
Avec Yola d'Avril, dans Hot for Paris (1929)
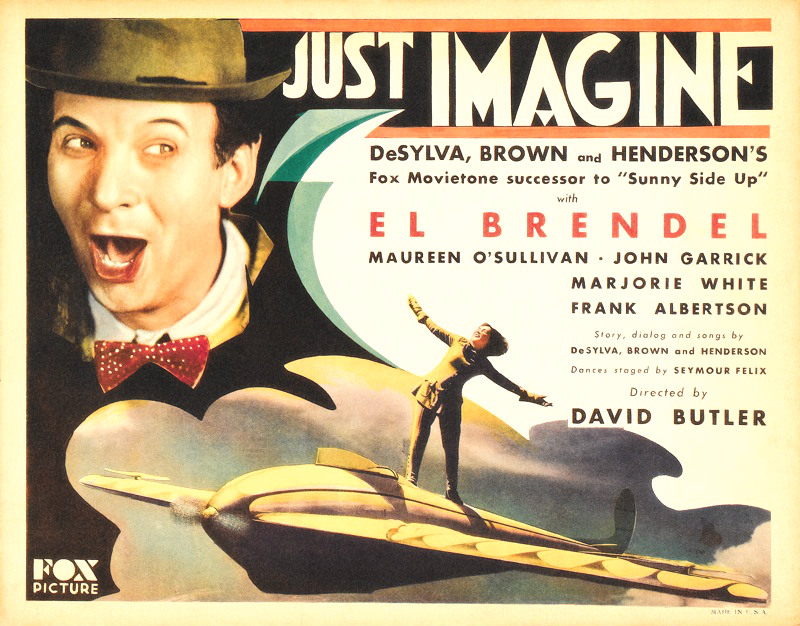
Poster promotionnel pour L'Amour en l'an 2000 (1930)
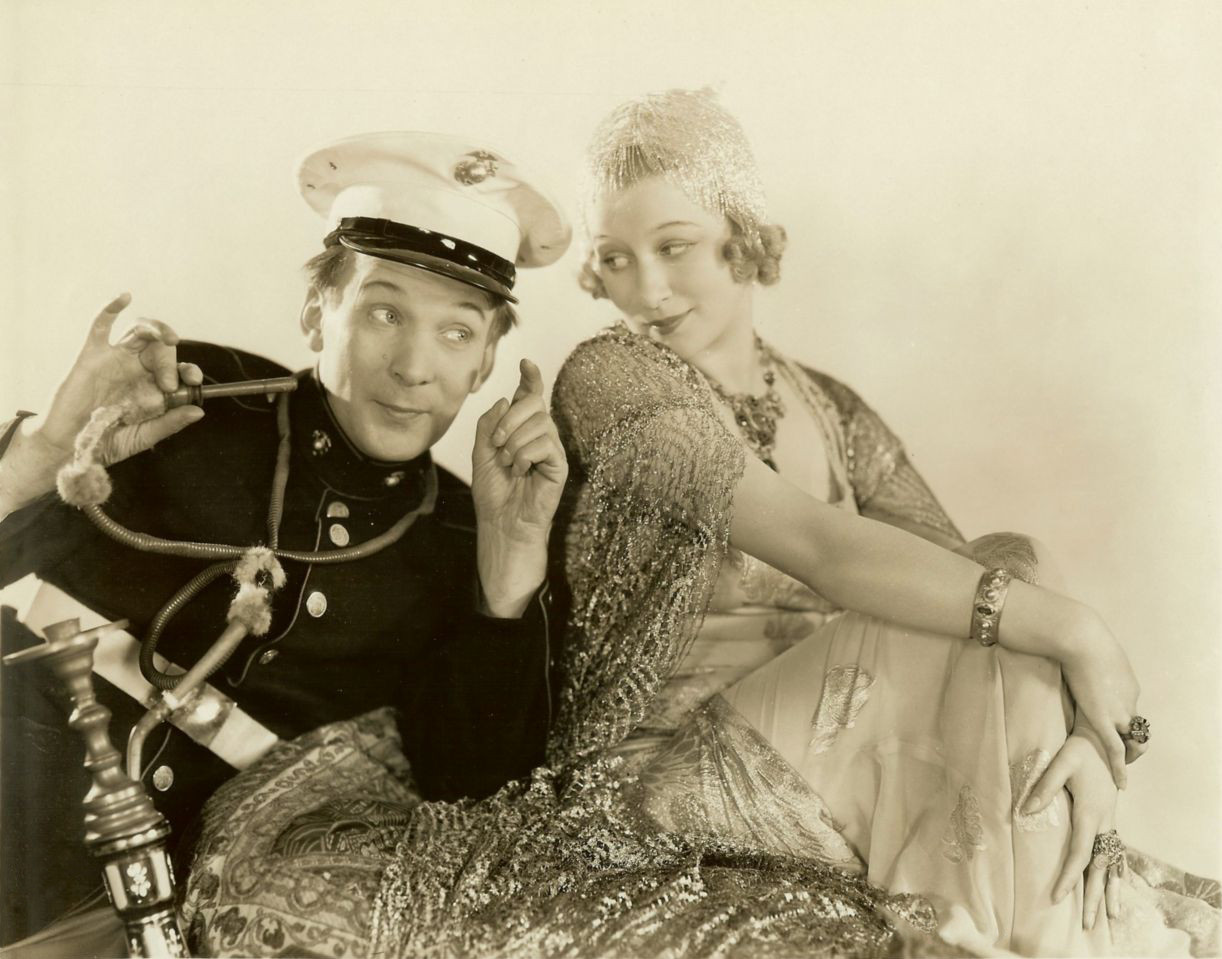
Avec Greta Nissen, dans Women of All Nations (1931)